# Терёбушка (Ленинградская область)
Терёбушка — деревня в Шумском сельском поселении Кировского района Ленинградской области.

## История
Впервые упоминается в Писцовой книге Водской пятины 1500 года как деревня Теребожка в Егорьевском Теребужском погосте Ладожского уезда.
На карте Санкт-Петербургской губернии Ф. Ф. Шуберта 1834 года обозначен Погост Теребушка с мызой помещика Бартоломея.

ТЕРЕБУЖСКИЙ — погост при реке Юге, число дворов — 3, число жителей: 9 м. п., 21 ж. п.; Церковь православная.
 
ТЕРЕБУЖСКАЯ — мыза владельческая при реке Юге, число дворов — 3, число жителей: 6 м. п., 10 ж. п.  (1862 год)

Согласно материалам по статистике народного хозяйства Новоладожского уезда 1891 года мыза Теребужка площадью 491 десятина принадлежала жене губернского секретаря Л. С. Арцыбушевой и дочери статского советника Е. С. Лялиной и была приобретена в 1885 году за 1838 рублей.
В конце XIX века погост и мыза административно относились к Шумской волости 1-го стана Новоладожского уезда Санкт-Петербургской губернии, в начале XX века — 4-го стана.
На военно-топографической карте Петроградской и Новгородской губерний издания 1915 года обозначен Погост Теребушки.
Согласно данным переписи населения СССР 1926 года в деревне Теребушка Ратницкого сельсовета Шумской волости Волховского уезда проживали 73 человека — все русские.
По данным 1933 года деревня Терёбушка входила в состав Ратницкого сельсовета Мгинского района.

План деревни Терёбушка. 1941 год

Согласно топографической карте РККА 1941 года в центре деревни находилась церковь.
По данным 1966 и 1973 годов деревня Терёбушка находилась в подчинении Шумского сельсовета Волховского района.
По данным 1990 года деревня Терёбушка входила в состав Шумского сельсовета Кировского района.
В 1997 году в деревне Терёбушка Шумской волости проживали 6 человек, в 2002 году — 8 человек (все русские).
В 2007 году в деревне Терёбушка Шумского СП — 5, в 2010 году — также 5 человек.

## География
Находится в восточной части района на автодороге 41К-535 (Ратница — Терёбушка), близ административной границы с Волховским районом Ленинградской области.
Расстояние до административного центра поселения — 14 км. Расстояние до ближайшей железнодорожной станции Войбокало — 12 км.
Через деревню протекает река Юга.
Деревня Терёбушка граничит с землями сельскохозяйственного назначения и с землями Войбокальского участкового лесничества Кировского лесничества — филиала ЛОГУ «Ленобллес».

## Демография
| 1862 | 2007 | 2010 | 2011 | 2017 |
| ---- | ---- | ---- | ---- | ---- |
| 46   | ↘5   | →5   | ↘3   | ↘2   |

## Инфраструктура
По данным администрации на 2011 год деревня насчитывала 14 домов .

## Достопримечательности
- Церковь Успения Пресвятой Богородицы, недействующая, руинирована[24]